# Froriepia
Froriepia là chi thực vật có hoa trong họ Apiaceae.